# Thư pháp
Thư pháp gia (Hán văn: 書法家, Hi văn: Καλλιγράφος) được hiểu là những người thạo thư pháp và có khả năng đẩy văn tự lên tầm nghệ thuật.

## Lịch sử

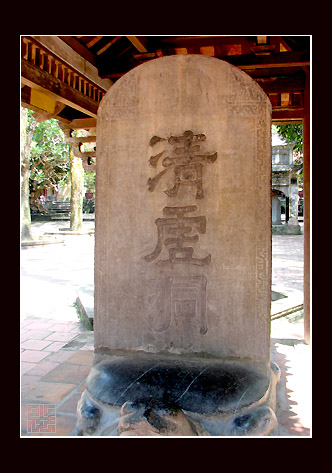
Bút tích Thanh Hư động (清虛洞) của hoàng đế Trần Duệ Tông.

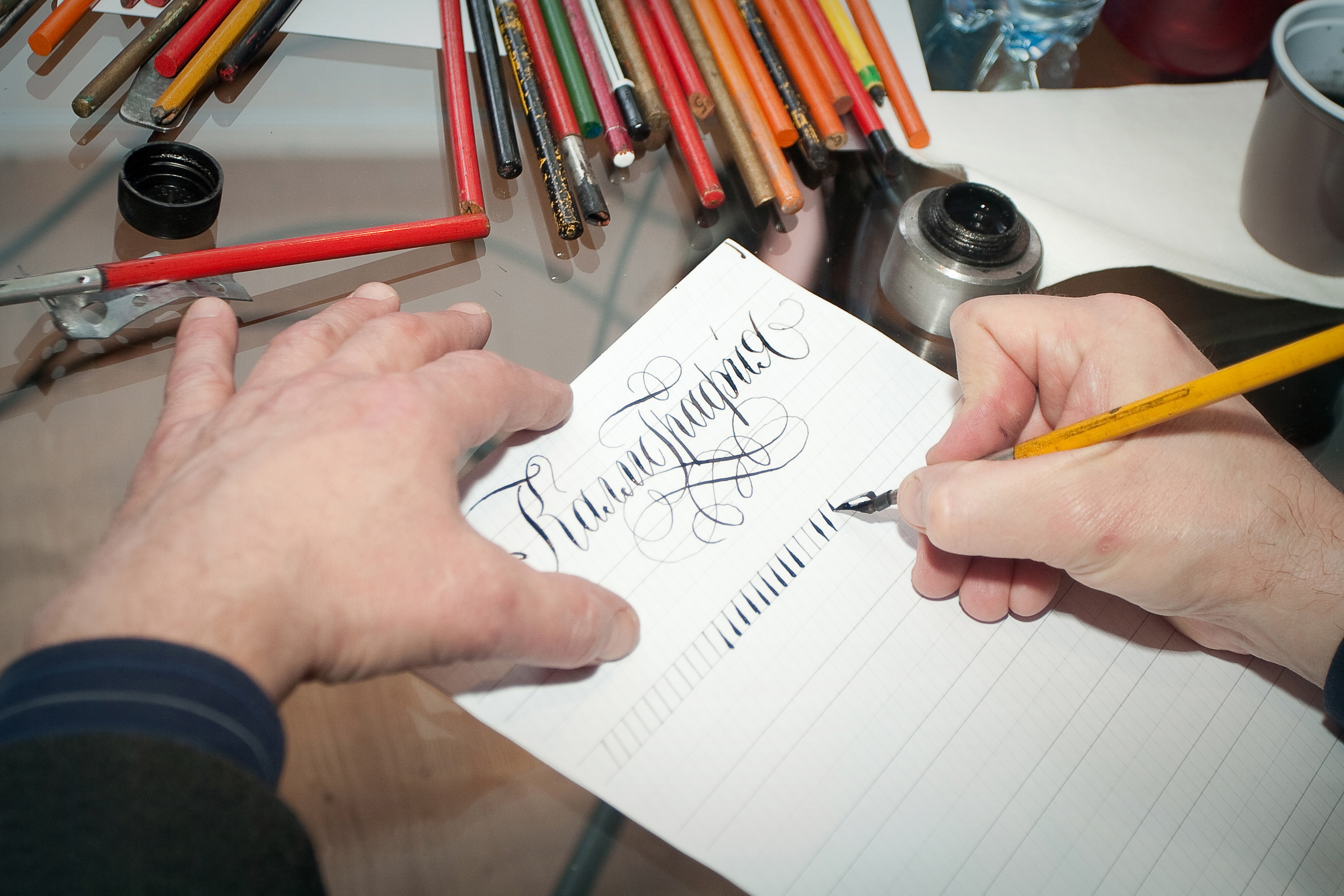
Thư pháp Kirin.

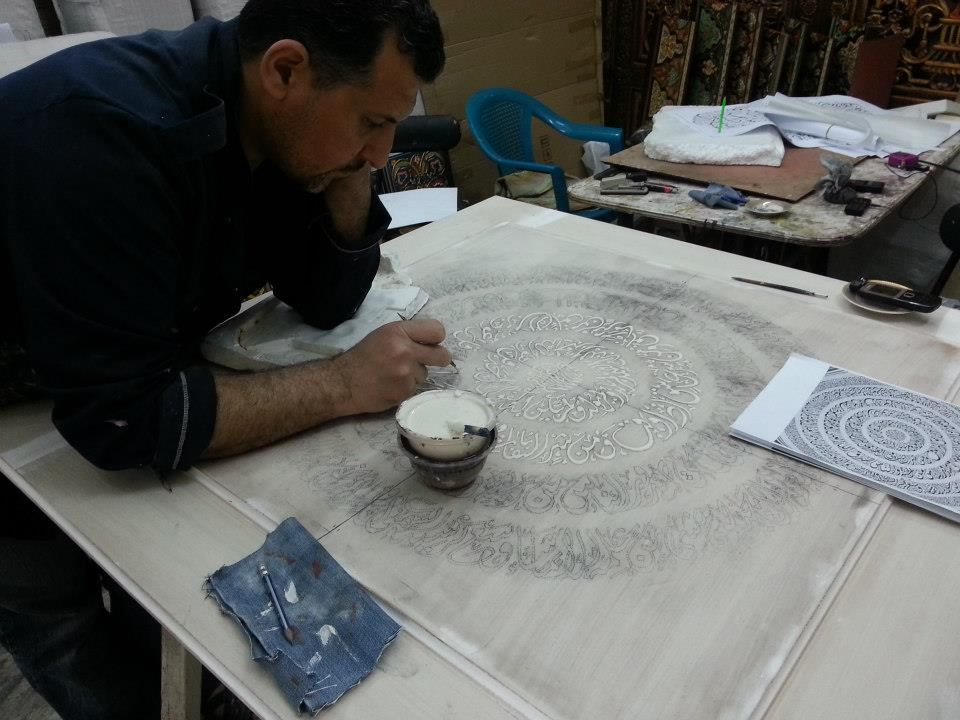
Người Arab chuộng thư pháp trên gạch men và gốm ghép.

Thư pháp xuất hiện hầu như đồng thời với sự hình thành văn tự vì nhu cầu trình bày trang nhã và minh bạch văn bản. Công cụ chính tạo nên thư pháp là bút và chất liệu lưu trữ văn tự, mà sau được hiểu gồm mực và giấy. 
Tại phương Đông, người viết chữ cũng thường sử dụng nghiên mực để chứa mực, vì vậy bốn món đồ bao gồm: Bút, Nghiên, Giấy, Mực được xem là "Văn Phòng Tứ Bảo" (4 món đồ quan trọng bậc nhất của người viết chữ). Thư pháp gia thường không nhất thiết phải là bậc trí giả nhưng ít nhiều được coi trọng nhờ vốn học vấn đủ để biên chép.
Trong thế giới Tây phương, thư pháp gia thường là hiền sĩ hoặc tăng lữ vì đặc thù thực dụng của thể chữ kí ngang mặt giấy. Ngược lại, ở thế giới Á Đông, thư pháp gia có sự phân cấp rất rõ : Thư pháp gia đã ít nhất một lần đậu khoa cử hoặc được kính nể cả tài năng và đức hạnh thì mặc nhiên liệt hạng tinh anh, những người này coi chữ của mình là vốn quý và chỉ đem tặng những ai thân thiết hay khả kính ; còn lại, thư pháp gia vốn do thi hỏng thì chẳng những không đủ tư cách dạy học mà còn bị cả sĩ lâm coi khinh, vì thế, đối với họ thì bán chữ thuần túy là cách mưu sinh. Những thư pháp gia có địa vị thấp thường bị lỡm là "vị sư bán tự" (lái "bán tự vi sư"), thoảng hoặc kiêm thêm nghề bói toán hoặc bốc thuốc làm kế sinh nhai..
Tại Việt Nam hậu kì hiện đại, do tình trạng kì thị cũng như đứt đoạn văn hóa Hán tự, nhiều người tự xưng thư pháp gia đi bán chữ theo lối cổ, nhưng thường phạm những điều kị của giới thư họa truyền thống : Không phân biệt được các thể Hán tự, không biết cách cầm bút, pha mực, thậm chí lạm dụng kí tự Latin vào thư pháp Hán (do bản thân họ không học Hán tự nghiêm túc)... Lớp người này bị giới thư họa truyền thống lên án và phê phán rất gay gắt.

## Phong hóa

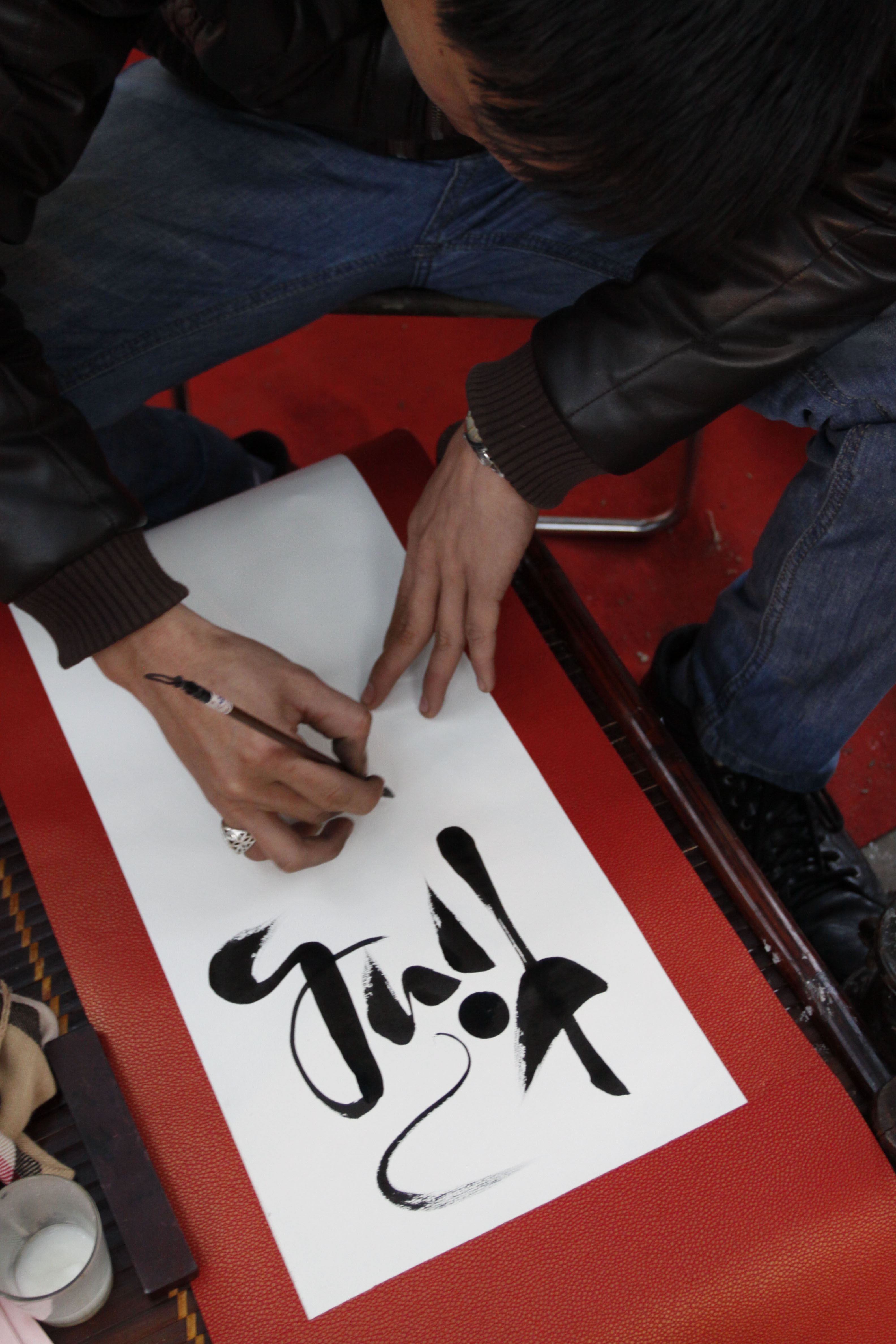
"Đồ" giả Văn Miếu sai tư thế ngồi, cầm bút và dùng Latin trong thư pháp Hán. Những hình ảnh quen thuộc ở Việt Nam thập niên 2010 bị giới nghiên cứu cổ văn lên án.

- Ở Tây Âu trung đại, trang sức thủ bản (manuscriptum illuminatum) là trường phái mĩ thuật kết hợp giữa thư pháp và hội họa, đòi công phu cùng chất liệu tương đối đắt. Thư pháp gia thường là những linh mục có tài nghệ đặc biệt được chủng viện giao phó soạn nội dung liên quan đến thánh tích, các điều hay lạ trong dân gian cùng thời.
- Thư pháp Á Đông được cho là hình thành từ thời Đông Châu Liệt Quốc với các thể kim văn, triện văn bắt nguồn từ giáp cốt văn. Đến nay còn giữ được một số bức thư pháp tương truyền của thư giả Vương Hi Chi đời Đông Tấn. Sau này có những Tống Huy Tông, Tô Thức, Đường Dần, Văn Trưng Minh... kế tục. Ở hiện đại, cố chủ tịch Trung Quốc Mao Trạch Đông cũng được coi là thư pháp gia trứ danh với trường phái Mao tự độc đáo.
- Tại Việt Nam, những thư pháp gia có phẩm hạnh thấp thường được gọi đại khái thầy đồ, ông đồ, ông tú, tương đương học vị sinh đồ và tú tài. Thực tế, có rất ít thư pháp gia hạng này đạt danh vị đó, cho nên phải chọn nghề bán chữ nuôi thân, bị khinh miệt nhất trong sĩ lâm.[11]

Mặc dù trình độ thư pháp gia không phải lúc nào cũng cao, những lớp người này góp phần khá trọng yếu trong lịch sử nhân loại ở khía cạnh làm đẹp văn tự, vô hình trung khiến văn bản trở nên hấp dẫn hơn. Tuy nhiên, trong nhiều giai đoạn lịch sử, những kẻ lạm dụng danh xưng thư pháp gia để trục lợi lại vô tình làm tan biến cái hay của thư pháp.

## Các truyền thống trên thế giới

### Đông Á
Thư pháp Đông Á (chữ Hán: 東亞書法, Đông Á thư pháp) là môn nghệ thuật viết chữ đẹp được hình thành từ việc rèn luyện viết chữ Hán. Người ta dùng bút lông, chấm mực tàu, viết chữ Hán trên các loại giấy tốt hay vải lụa, theo những phong cách khác nhau. Trong nghệ thuật thư pháp Á Đông có 5 phong cách viết là Chân (hay còn gọi là Khải), Triện, Lệ, Hành và Thảo với những quy luật đặc trưng riêng về đường nét, cách thức thể hiện.
Trải qua các triều đại sau đó, sử sách đều có ghi nhận về sự xuất hiện của những thư pháp gia (người viết chữ đẹp) nổi tiếng, như Vương Hy Chi (đời Đông Tấn) hay Tề Bạch Thạch (đời nhà Thanh).
Tiêu chuẩn để đánh giá một tác phẩm thư pháp thường bao gồm nhiều yếu tố rất khắt khe như điểm hoạch (đường nét), kết thể (bố cục), thần vận (cái hồn của tác phẩm)... Cùng với sự lan rộng của chữ Hán trong một khoảng thời gian dài, môn nghệ thuật này được truyền bá khỏi khu vực Trung Quốc và trở nên phổ biến tại các khu vực lân cận thuộc vùng văn hóa Đông Á là Triều Tiên, Nhật Bản.
Thư pháp Trung Hoa là dòng thư pháp được phát triển sớm nhất, mạnh nhất và có ảnh hưởng sâu sắc đến các dòng thư pháp của các ngôn ngữ khác trong vùng Đông Á. Thư pháp chữ Hán không chỉ là một môn của nghệ thuật của riêng Trung Quốc, Đài Loan mà cả vùng văn hóa Đông Á. Tại Trung Quốc và các nước chịu ảnh hưởng của văn hóa Trung Quốc, như Nhật Bản, Hàn Quốc, Việt Nam, các tác phẩm thư pháp thường được thể hiện bằng chữ Hán và sử dụng bút lông, mực tàu, giấy và nghiên mài mực, còn gọi là "văn phòng tứ bảo". Người Trung Hoa đã đưa nghệ thuật viết chữ lên thành một môn nghệ thuật cao quý có tính chất phô diễn khí phách tiết tháo của con người.
Thư pháp Đông Á vừa là một nghệ thuật độc lập, đồng thời là một thành phần trong bố cục của hội họa theo phong cách cổ Trung Hoa. Nhiều hoạ gia, như Tô Đông Pha, Mễ Phất đời Tống; Tề Bạch Thạch thời hiện đại, nổi tiếng cả về họa lẫn về thư pháp. Thư pháp hỗ trợ cho hội họa và bản thân một bức thư pháp đẹp cũng được coi như một bức họa với quan niệm "thư họa đồng nhất thể".
Ngoài văn phòng tứ bảo, cũng cần kể đến ấn chương (con dấu hay triện) làm bằng các chất liệu như đá, gỗ, kim loại mà việc khắc chạm nó và đóng dấu sử dụng mực chu sa màu đỏ ở đâu trên bức thư pháp cũng đã được nâng lên thành bộ môn nghệ thuật. Các đồ dùng đi theo cho người chơi bộ môn này cũng theo đó mà xuất hiện rất nhiều, ví dụ như gác bút, mành bảo quản, ống đựng bút, chấn chỉ...
| “                                             | Tính chất tông giáo của Nho gia rất mờ nhạt. Nó chỉ giống như một trạng thái tín ngưỡng nếu so với ảnh hưởng của một học thuyết lớn đến thế. Thậm chí có thể nói, tính chất tông giáo của Nho giáo gần như là không có. Bởi vì, ngay trong điện thờ chính thức của Nho giáo không có một vị thần linh nào. Một tông giáo chỉ được coi là tông giáo khi đủ ba điều kiện tối thiểu: Hệ thống thần điện và giáo chủ, hệ thống tăng lữ, hệ thống giáo luật. Mặc dù có phương diện tông giáo đấy, nhưng người ta chưa bao giờ coi Nho giáo là tông giáo. Thứ đến, phát xuất điểm Nho giáo là hệ thống học thuật có tính chất đạo đức hành vi, tức là phải có tính thực tế. Nên ngay từ đầu, nó đã quy phạm hóa cách ứng xử cho mọi lớp người. Vì thế, tôi ủng hộ cách nhìn của các nhà nghiên cứu Đài Loan: Mục tiêu của Nho giáo nếu phải nói gọn lại trong một cụm từ, thì là "tu kỉ trị nhân". Nhưng cũng chính vì phát xuất điểm là học thuyết đạo đức của sĩ quân tử, nên nó đòi hỏi những phẩm chất cực kì cao. Cũng có nghĩa, bản thể Nho giáo không phải học thuyết triết học. Nên mãi về sau này nó mới phải bổ sung những yếu tố triết học, thế nhưng yếu tố triết học Nho giáo lại rất khó hoàn thiện. Nên mới có hiện tượng, nhà nho hễ đụng vào triết học là mặt cứ ngây ra, còn cuốn được coi hàng đầu về triết học là Dịch Kinh lại bị biến thành sách bói toán, nhìn chung không thể triết học hóa quyết liệt được và cũng chẳng áp dụng được. Nhân vật bác học được coi là kiệt xuất nhất Việt Nam trung đại Lê Quý Đôn, "thiên hạ vô tri vấn bảng Đôn", trong những sách của ông chỉ có một cuốn về Dịch Kinh, nhưng lại là tác phẩm dở nhất và cũng được soạn với thái độ run rẩy nhất. Không ông nào giải thích được triệt để những mệnh đề triết học Nho giáo, chứ chưa nói những học thuyết khác. Vì không được xây dựng trên nền tảng triết học, lại thù ghét những biện pháp hình chính, chỉ chủ trương trị quốc bằng giáo hóa, nên chính cái đức trị ấy đã kiềm hãm sự phát triển của trung quốc. Về sau, nhà cầm quyền không bằng cách nào khác được nên đành đưa Pháp gia vào Nho giáo dưới biện pháp cưỡng bách. Tức là, không có Pháp gia thì không trị quốc được. | ” |
| — Giáo sư Trần Ngọc Vương giải nghĩa Nho giáo | |   |

#### Nhật Bản
Trong các ngôi nhà cổ, người Nhật Bản thường dành một phòng cho nghi thức "trà đạo", trên vách có một ngăn riêng (gian thờ, gọi là tokonoma) để treo một bức thư họa. Thư pháp tại Nhật Bản gọi là "thư đạo"（書道. Theo các chuyên gia thư pháp Nhật Bản, chữ Hán được truyền từ Trung Quốc sang Nhật Bản từ khoảng 2000 năm trước, được sử dụng phổ biến ở Nhật Bản từ khoảng thế kỷ 5. Sau đó, dựa trên cơ sở chữ Hán, người Nhật đã sáng tạo ra kiểu chữ của mình là chữ Hiragana và Katakana (kiểu chữ biểu thanh). Thư pháp Nhật Bản được hình thành từ hai kiểu chữ chính là kiểu chữ Hán từ Trung Quốc đến và kiểu chữ Hiragana, Katakana. Hiện nay, ở Nhật Bản có từ 8 đến 10 triệu người tham gia viết thư pháp, và thư pháp được coi là một trong những môn nghệ thuật đặc sắc của Nhật Bản. Thư đạo cũng được thêm vào là một môn học nhỏ trong trường học, học sinh được rèn cách mài mực và cách viết.

#### Triều Tiên và Hàn Quốc
Tại Triều Tiên, thư pháp cũng được đề cao. Thư pháp tại Hàn Quốc gọi là thư nghệ (書藝).

#### Việt Nam
Ở Việt Nam mặc dù không có truyền thống thư pháp như Trung Hoa hay Nhật Bản, nhưng căn cứ vào một số di cảo, bút tích, mặc tích trên giấy tờ, sách vở, sắc phong hay văn bia còn lại thì nước ta cũng không ít những danh nhân được người đời xưng tụng. Ở các thời kỳ, đều có những người viết chữ đẹp được công nhận như Lý Nhân Tông thời Lý, Nguyễn Đình Giới thời Trần, Bùi Đình Kiên thời Lê hay như Cao Bá Quát thời Nguyễn. Ngày nay, chữ Quốc ngữ viết lối thư pháp bằng công cụ bút lông, mực tàu, như một sự tìm tòi hình thức biểu hiện mới, cũng đang dần trở nên được nhiều người quan tâm. Thư pháp Việt Nam bao gồm hai dòng: Thư pháp chữ Hán-Nôm và Thư pháp chữ Quốc ngữ (chữ Latinh). Thư pháp chữ Quốc ngữ tuy ra đời sau nhưng có sức sáng tạo vô cùng lớn, thư pháp hiện đã được đưa vào rất nhiều chất liệu như gỗ, thư pháp trên đá, thư pháp trên mành tre.

### Phương Tây

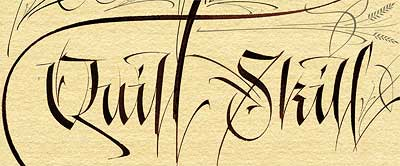
Kiểu viết gothic

Thư pháp phương Tây có phong cách khác hẳn thư pháp Á Đông. Con chữ được nắn nót theo chuẩn mực và tỷ lệ thay cho lối chữ thảo thường gặp trong Thư pháp Đông Á. Thư pháp phương Tây có thể được thể hiện bằng nhiều phương tiện: bút sắt, cọ, thước, compa, êke... Thư pháp phương Tây sử dụng chữ la mã, bố cục và cách sắp xếp chữ thư pháp thường theo hàng ngang và dọc, ít khi sắp xếp bố cục theo thể hình vuông theo nguyên tắc như của Á Đông.

### Thế giới Ả Rập và thư pháp Hồi giáo

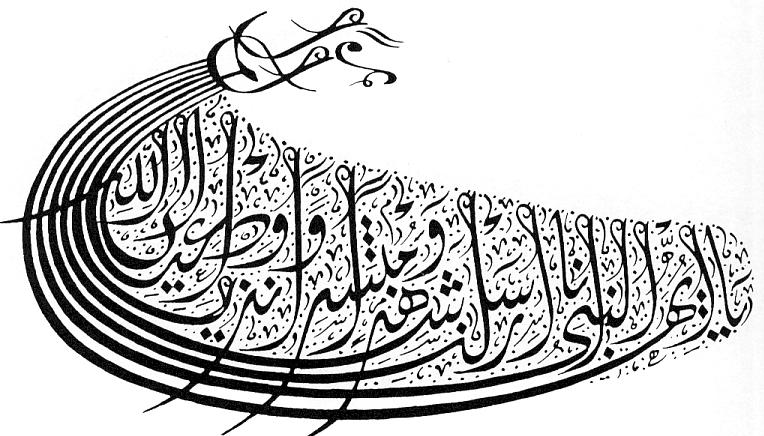
Thư pháp Ả-rập. Kiểu Diwani

Thư pháp Ả Rập là một khía cạnh của nghệ thuật Hồi giáo đã được phát triển song song với đạo Hồi và ngôn ngữ Ả Rập.
Thư pháp Hồi giáo (thư pháp trong tiếng Ả Rập là khatt ul-yad (خط اليد) và trong tiếng Ba Tư là Khosh-Nevisi (خوشنویسی) đã phát triển cùng với Hồi giáo và ngôn ngữ Ả Rập. Vì nó dựa trên các chữ cái Ả Rập nên một số người gọi nó là "thư pháp Ả Rập". Tuy nhiên, thuật ngữ "thư pháp Hồi giáo" là một thuật ngữ thích hợp hơn vì nó bao gồm tất cả các tác phẩm thư pháp của các nhà thư pháp Hồi giáo thuộc các nền văn hóa quốc gia khác nhau, như thư pháp Ba Tư hoặc Ottoman, từ Al-Andalus ở Tây Ban Nha thời trung cổ đến Trung Quốc, Ấn Độ.
Thư pháp Ả Rập/Ba Tư có quan hệ với các trang trí nghệ thuật Hồi giáo trên tường và trần của các nhà thờ Hồi giáo cũng như trên các trang kinh sách. Các nghệ sĩ đương đại của thế giới Hồi giáo đã học hỏi từ các di sản thư pháp để sử dụng trong các tác phẩm của mình.
Thay vì gợi về cái gì đó liên quan đến thực tại của lời nói, đối với các tín đồ Hồi giáo, thư pháp là một sự biểu đạt của nghệ thuật cao quý nhất - nghệ thuật của thế giới tâm linh. Thư pháp đã trở thành hình thức thiêng liêng nhất của nghệ thuật Hồi giáo vì nó mang lại một mối liên kết giữa các ngôn ngữ của người Hồi giáo với đạo Hồi. Kinh thánh của đạo Hồi, kinh Koran, đã đóng một vai trò quan trọng trong sự phát triển của ngôn ngữ Ả Rập, mà mở rộng của nó là thư pháp Ả Rập. Các câu cách ngôn và các đoạn hoàn chỉnh trong kinh Koran vẫn là những nguồn sống động cho thư pháp Ả Rập.

## Liên kết
1. ↑  書法家
2. ↑  Trần, Linh (ngày 9 tháng 1 năm 2009). "Sắc xuân và thư pháp". Báo Tổ Quốc.
3. ↑  書法家
4. ↑  Nguyễn, Sử (2017). Lịch sử thư pháp Việt Nam. NXB Thế giới. tr. 151.
5. ↑  Nguyễn, Linh Giang (ngày 16 tháng 2 năm 2023). "Độc đáo thư pháp sắc Lê". Truyền hình Thái Nguyên.
6. ↑  Nguyễn, Sử (2017). Lịch sử Thư pháp Việt Nam. NXB Thế giới. tr. 151. Chữ viết thời kỳ này càng có xu hướng khoa trương hơn, có thể thấy rõ đạc điểm "đầu cong, chân quẹo" như cách mô tả của Phạm Đình Hổ.
7. ↑  "Vietnamese neglect Han-Nom heritage". Viet Nam News. ngày 14 tháng 2 năm 2012. Bản gốc lưu trữ ngày 29 tháng 10 năm 2013. Truy cập ngày 18 tháng 12 năm 2013.
8. ↑  越南春節有一項活動在文廟舉行，寫中國漢字祈福新年
9. ↑  Phạm, Đình Hổ (2012). Cảo thơm trước đèn - Vũ trung tùy bút. NXB Trẻ. tr. 15. Lối chữ thảo thì bắt chước vũ kiếm mà quằn quèo.
10. ↑  Phạm, Đình Hổ (2012). Cảo thơm trước đèn - Vũ trung tùy bút. NXB Trẻ. tr. 15. Từ đời Lê trung hưng trở về sau, những người đi học theo nghề khoa cử viết theo lối chữ khải đời cổ, lại ngoa ngắt thêm bớt, làm sai đi đến nửa phần, gọi là lối chữ nho. Còn những giấy tờ ở chốn cửa công thì dùng riêng một lối chữ nam
11. ↑  |Vân-trai Trần-quang-Đức, Chữ Hán tại Việt Nam, Hà Nội, 2014
12. ↑  Nho giáo không phải tông giáo, tại sao ?

### Tư liệu
- Calligraphy alphabets, Lettering Daily
- French Renaissance Paleography